# Coupe intercontinentale 1970
La Coupe intercontinentale 1970 est la onzième édition de la Coupe intercontinentale de football. Elle oppose lors d'un match aller-retour le club néerlandais du Feyenoord Rotterdam, vainqueur de la Coupe des clubs champions européens 1969-1970, au club argentin de l'Estudiantes de La Plata, vainqueur de la Copa Libertadores 1970. Il s'agit de la première apparition du Feyenoord Rotterdam dans cette compétition tandis que l'Estudiantes de La Plata en est à sa troisième participation consécutive.
Le score cumulé des deux rencontres détermine le vainqueur. En cas d'égalité, un match d'appui est joué sur terrain neutre.
Le match aller se déroule à La Bombonera de Buenos Aires, le 26 août 1970 devant 51 000 spectateurs et est arbitré par l'Est-Allemand Rudolf Glöckner. Les deux équipes se quittent sur le score nul de 2-2, avec des buts de Juan Echecopar et Juan Ramón Verón pour l'Estudiantes et des buts de Willem van Hanegem et Ove Kindvall pour le Feyenoord. Le match retour a lieu au Feyenoord Stadion de Rotterdam, le 9 septembre 1970 devant 60 000 spectateurs. La rencontre arbitrée par le Péruvien Alberto Tejada Burga se conclut par une victoire des champions d'Europe sur le score de 1-0, grâce à un but de Joop van Daele. Le Feyenoord Rotterdam s'impose sur le score cumulé de 3-2 et remporte ainsi sa première Coupe intercontinentale. En 2017, le Conseil de la FIFA a reconnu avec document officiel (de jure) tous les champions de la Coupe intercontinentale avec le titre officiel de clubs de football champions du monde, c'est-à-dire avec le titre de champions du monde FIFA, initialement attribué uniquement aux gagnantsles de la Coupe du monde des clubs FIFA.

## Feuilles de match

### Match aller
| Match aller  | Estudiantes de La Plata            | 2 - 2   | Feyenoord Rotterdam            | Feyenoord Stadion, Rotterdam                     |                                                  |
| 26 août 1970 | Juan Echecopar (es) 6e · Verón 12e | (2 - 1) | 21e Van Hanegem · 67e Kindvall | Spectateurs : 60 000 Arbitrage : Rudolf Glöckner | Spectateurs : 60 000 Arbitrage : Rudolf Glöckner |
| 26 août 1970 | (Rapport)                          |         |                                | Spectateurs : 60 000 Arbitrage : Rudolf Glöckner | Spectateurs : 60 000 Arbitrage : Rudolf Glöckner |

| Estudiantes | Feyenoord |

| ESTUDIANTES :         |    |                       |  |    |
|                       |    |                       |  |    |
| G                     | 1  | Néstor Errea (de)     |  |    |
| D                     | 2  | Rubén Pagnanini       |  |    |
| D                     | 3  | Hugo Spadaro          |  |    |
| D                     | 4  | Néstor Togneri        |  |    |
| D                     | 5  | Oscar Malbernat (en)  |  |    |
| M                     | 6  | Carlos Bilardo        |  | ?e |
| M                     | 7  | Carlos Pachamé        |  |    |
| M                     | 8  | Juan Echecopar (es)   |  | ?e |
| A                     | 9  | Marcos Conigliaro     |  |    |
| A                     | 10 | Eduardo Flores        |  |    |
| A                     | 11 | Juan Ramón Verón      |  |    |
| Remplaçants :         |    |                       |  |    |
| M                     | 12 | Jorge Solari          |  | ?e |
| D                     | 13 | Christian Rudzki (de) |  | ?e |
| Entraîneur :          |    |                       |  |    |
| Osvaldo Zubeldía (en) |    |                       |  |    |

| FEYENOORD :   |    |                     |  |    |
|               |    |                     |  |    |
| G             | 1  | Eddy Treijtel       |  |    |
| D             | 2  | Piet Romeijn        |  |    |
| D             | 3  | Rinus Israël        |  |    |
| D             | 4  | Theo Laseroms       |  |    |
| D             | 5  | Theo van Duivenbode |  |    |
| M             | 6  | Franz Hasil         |  |    |
| M             | 7  | Wim Jansen          |  |    |
| M             | 8  | Willem van Hanegem  |  | ?e |
| A             | 9  | Henk Wery           |  |    |
| A             | 10 | Ove Kindvall        |  |    |
| A             | 11 | Coen Moulijn        |  |    |
| Remplaçants : |    |                     |  |    |
| D             | 12 | Johan Boskamp       |  | ?e |
| Entraîneur :  |    |                     |  |    |
| Ernst Happel  |    |                     |  |    |

### Match retour
| Match retour                   | Feyenoord Rotterdam | 1 - 0   | Estudiantes de La Plata | La Bombonera, Buenos Aires                            |                                                       |
| 9 septembre 1970 20 h 30 UTC+1 | Van Daele (en) 65e  | (0 - 0) |                         | Spectateurs : 45 000 Arbitrage : Alberto Tejada Burga | Spectateurs : 45 000 Arbitrage : Alberto Tejada Burga |
| 9 septembre 1970 20 h 30 UTC+1 | (Rapport)           |         |                         | Spectateurs : 45 000 Arbitrage : Alberto Tejada Burga | Spectateurs : 45 000 Arbitrage : Alberto Tejada Burga |

| Feyenoord | Estudiantes |

| FEYENOORD :   |    |                     |  |     |
|               |    |                     |  |     |
| G             | 1  | Eddy Treijtel       |  |     |
| D             | 2  | Piet Romeijn        |  |     |
| D             | 3  | Rinus Israël        |  |     |
| D             | 4  | Theo Laseroms       |  |     |
| D             | 5  | Theo van Duivenbode |  |     |
| M             | 6  | Franz Hasil         |  | 46e |
| M             | 7  | Wim Jansen          |  |     |
| M             | 8  | Willem van Hanegem  |  |     |
| A             | 9  | Henk Wery           |  |     |
| A             | 10 | Ove Kindvall        |  |     |
| A             | 11 | Coen Moulijn        |  | 61e |
| Remplaçants : |    |                     |  |     |
| D             | 12 | Johan Boskamp       |  | 46e |
| D             | 13 | Joop van Daele (en) |  | 61e |
| Entraîneur :  |    |                     |  |     |
| Ernst Happel  |    |                     |  |     |

| ESTUDIANTES :         |    |                       |  |     |
|                       |    |                       |  |     |
| G                     | 1  | Oscar Pezzano (en)    |  |     |
| D                     | 2  | Oscar Malbernat (en)  |  |     |
| D                     | 3  | Hugo Spadaro          |  |     |
| D                     | 4  | Néstor Togneri        |  |     |
| D                     | 5  | José Hugo Medina      |  |     |
| M                     | 6  | Carlos Bilardo        |  |     |
| M                     | 7  | Carlos Pachamé        |  |     |
| M                     | 8  | Daniel Romero (en)    |  | 61e |
| A                     | 9  | Marcos Conigliaro     |  | 51e |
| A                     | 10 | Eduardo Flores        |  |     |
| A                     | 11 | Juan Ramón Verón      |  |     |
| Remplaçants :         |    |                       |  |     |
| D                     | 12 | Rubén Pagnanini       |  | 61e |
| D                     | 13 | Christian Rudzki (de) |  | 51e |
| Entraîneur :          |    |                       |  |     |
| Osvaldo Zubeldía (en) |    |                       |  |     |